# Friedrich Kähler
Friedrich Kähler, auch Fritz Kähler (* 5. Juni 1873 in Klink; † 27. November 1942 in Laage) war ein deutscher Rechtsanwalt, Bürgermeister der Stadt Laage, Heimatdichter und niederdeutscher Bühnenautor.

## Leben
Friedrich Kähler wurde in Klink bei Waren (Müritz) als zweiter von fünf Söhnen des Rittergutsbesitzers Leopold Kähler geboren. Er besuchte das Gymnasium in Waren und studierte von 1892 bis 1896 in Heidelberg, Leipzig, Greifswald, Berlin und Rostock Rechtswissenschaften. Nach dem Assessorexamen (1899) und dem Referendariat an Warener und Rostocker Gerichten bewarb er sich 1900 um die vakante Stelle des Laager Bürgermeisters. Er wurde am 2. April 1900 in das Amt eingeführt. Kähler genoss bei den Laager Bürgern wegen seiner heiteren, volksverbundenen Art bald ein solches Ansehen, dass sie ihn liebevoll „Fritzing-Bürgermeister“ nannten. 1925 wurde er Ehrenbürger der Stadt. Dem Nationalsozialismus stand Kähler einigermaßen reserviert gegenüber. 1936 drängte die NSDAP den 63-Jährigen vorzeitig aus dem Amt, weil sie einen Versorgungsposten für den SA-Mann Paul Koop aus Grevesmühlen schaffen wollte. Kähler war als Jurist weiterhin mit den Rechtsfragen beauftragt. Er starb 1942 und wurde in einem Ehrengrab auf dem Laager Friedhof beigesetzt.

## Dichterisches Werk
Als Heimatdichter trat Kähler 1905 erstmals in Erscheinung. Der Prosaband Nige Kamellen. Römische un dütsche enthält humoristische Erzählungen im Stile Fritz Reuters und ist in niederdeutscher Sprache verfasst. Insbesondere die Schwankerzählungen Dei Tetrowschen, Hei und Snidergewarw lassen eine eigentümliche Fabulierkunst erkennen, die in der Tradition der neuniederdeutschen Literatur stand. Fritz Kähler unterhielt Verbindungen zu dem Warener Volkskundler Richard Wossidlo und beteiligte sich an der Erfassung mecklenburgischer Volksüberlieferungen.
Echte Popularität erwarb sich Friedrich Kähler als Autor niederdeutscher Bühnenstücke.
Darüber hinaus verfasste er viele Beiträge in Heimatschriften wie Ostmecklenburgische Heimat. Als sein „Alterswerk“ kann die heimatkundliche Schrift Wahrheit und Dichtung über Laage gelten, die veröffentlicht wurde. Darin finden sich neben einem stadtgeschichtlichen Abriss auch Gedichte und Kurzgeschichten, die einen interessanten, zuweilen humorvollen Blick auf das Alltagsleben in einer mecklenburgischen Kleinstadt freigeben.

## Werke
- Nige Kamellen, römische un dütsche. Röwer, Berlin 1905.
- Wahrheit und Dichtung über Laage. Paul Holm, Laage 1937.

### Bühnenstücke
- De Olsch mit de Lücht. Plattdeutscher Schwank in einem Aufzuge. Hamburg 1909.
- De Halvswestern. Plattdütsches Wihnachtspill in 1 Optog. Hamburg 1910.
- De Wedderschien. Plattdeutsche Bauerntragödie in 1 Aufzuge. Hamburg 1911.
- Führe uns nicht in Versuchung. Plattdeutsches Schauspiel in 2 Aufzügen., Laage 1910/14.
- Fürst Blücher in Laage. Komödie in 1 Akt. Laage 1914.